# 27e division SS Langemarck
 (octobre 2019).
Si vous disposez d'ouvrages ou d'articles de référence ou si vous connaissez des sites web de qualité traitant du thème abordé ici, merci de compléter l'article en donnant les références utiles à sa vérifiabilité et en les liant à la section « Notes et références ».
La 27e division SS « Langemarck » était l’une des 38 divisions de Waffen-SS durant la Seconde Guerre mondiale.

Drapeau de la légion flamande.

## Composition

### 6e SS-Freiwilligen-SturmbrigadeLangemarck
La 6e SS-Freiwilligen Sturmbrigade Langemarck était une brigade de volontaires de la Waffen SS composée de volontaires flamands. Elle combattit sur le front de l'Est durant la Seconde Guerre mondiale.
En octobre 1944, la Sturmbrigade devint Division, mais les effectifs ne dépassèrent jamais ceux d'une brigade.

### Origines
- SS-Freiwilligen Standarte Nordwest
- SS-Freiwilligen Verband Flandern (Landesverband Flandern)
- SS-Bataillon Flandern
- SS-Freiwilligen Legion Flandern
- SS-Freiwilligen Sturmbrigade Langemarck
- 6e SS-Freiwilligen-Sturmbrigade Langemarck
- 27e SS-Freiwilligen-Grenadier-Division Langemarck

### Historique
Après le succès des attaques allemandes (Blitzkrieg) en Pologne et à l'Ouest en 1939-1940, de nombreux "fascistes" européens voyaient dans l'Allemagne une réponse au problème bolchevique.
Le Reichsführer-SS Heinrich Himmler, avec le soutien d'Adolf Hitler, lança une campagne fin 1940 afin de recruter des partisans de l'Allemagne nationale-socialiste dans toute l'Europe suffisamment aryens au sein de toute une série de légions sous le contrôle de la Waffen-SS.
La SS-Freiwilligen Standarte Nordwest fut formée afin de réunir les volontaires. En avril 1941, ceux-ci commencèrent à arriver à Hambourg. Ils furent rapidement pris en main et s'engagèrent dans l'unité Nordwest. Les volontaires flamands furent intégrés au sein des 1ère, 6e et 8e Kompanie. Les recrues suivirent un entraînement de base, et furent envoyées à Radom et Dębica en Pologne occupée afin de poursuivre leur formation.
En juillet 1941, le nombre élevé de recrues eut pour conséquence que l'unité Nordwest fut dissoute et de nombreuses autres unités furent formées.
Les Flamands furent regroupés au sein de la SS-Freiwilligen-Verband Flandern. Les volontaires flamands, de nombreux membres du V.N.V. (Front nationaliste flamand) continuèrent à s'engager, et en septembre 1941, cette formation avait les effectifs d'un bataillon d'infanterie renforcé, composé de 5 compagnies motorisées.
L'unité fut une nouvelle fois renommée : SS-Freiwilligen Legion Flandern. Ses effectifs comprenaient 1 100 hommes, dont un millier était flamands, y compris 14 officiers.
Le 10 novembre 1941, la Légion fit mouvement vers le front, près de Novgorod, sous le commandement du Groupe d'Armée Nord. La Légion était subordonnée à la 2e Brigade d'Infanterie (Motorisée) SS, une unité internationale composée de Hollandais, de Norvégiens et de Lettons.

### Bataille de Leningrad
Arrivée sur le front fin novembre 1941, la Légion fut immédiatement lancée au combat dans la région de Volkhov afin d'essayer d'arrêter les attaques soviétiques. Lors de durs combats, la Légion prouva ses capacités militaires et exécuta un mouvement de retrait tout en combattant sur la rivière Volkhov.
Le 13 janvier 1942, les Soviétiques lancèrent une offensive ayant pour objectif Léningrad. La Légion, se trouvant sur l'axe d'avance soviétique, dut faire face à de durs combats défensifs lors d'attaques acharnées qui durèrent jusqu'à la fin du mois de février. Fin février, l'assaut soviétique s'épuisa et les Allemands reprirent l'initiative, essayant d'encercler les Russes. Dans les mois qui suivirent, la Légion fut engagée dans de nombreux combats afin d'achever l'encerclement des forces soviétiques, encerclement qui fut complet le 21 mai 1942.
Dans le courant des mois suivants, la Légion prit part à l'anéantissement de cette poche, étant engagée dans de durs combats jusqu'au 27 juin 1942, date à laquelle, l'unité fut retirée du front afin de se reposer et de se rééquiper.
Après être restée en réserve durant deux mois, la Légion fut envoyée sur le front au Sud du lac Ladoga, occupant des tranchées sous le feu des attaques des forces soviétiques qui avaient pour but de soulager le siège de Leningrad.
Fin 1942, début 1943, les hommes de la Légion firent face à de durs combats, stoppant deux attaques majeures soviétiques vers Leningrad, lors des opérations Iskra et Polyarnaya Zvezda. Le 31 mars 1943, après la bataille de Krasny Bor, la Légion fut retirée du front et envoyée à Debicia, zone d'entraînement de la SS, afin d'être reformée.

### SS-SturmbrigadeLangemarck- Ukraine
Peu de temps après leur arrivée à Debicia, la Légion reçut l'ordre de faire mouvement vers Milowitz en Bohème. Le 31 mai 1943, la Légion était dissoute et reformée en tant que SS-Freiwilligen Sturmbrigade Langemarck. L'attribution du titre Langemarck, en mémoire de la bataille sanglante qui eut lieu à Langemarck, en Belgique en 1914, avait pour but de représenter la camaraderie entre Flamands et Allemands. Cependant, les Flamands ne comprirent pas la raison pour laquelle les Allemands avaient choisi une dénomination qui représentait les pertes subies par les soldats allemands qui tentaient de conquérir leur pays en 1914. Les Flamands furent par ailleurs jaloux de leurs compatriotes francophones vu que les Wallons reçurent une dénomination qui rappelait leur région soit 5e SS-Freiwilligen Sturmbrigade Wallonien.
Malgré cela, un grand nombre de Flamands continua à s'engager au sein de la Waffen SS.
En plus des vétérans de la Légion Flandern, la Sturmbrigade était composée d'un bataillon de volontaires finlandais, un contingent de nouveaux volontaires flamands, une compagnie de Panzerjäger, un bataillon de canons d'assaut équipé de StuG et un bataillon de Flak.
En octobre 1943, la brigade fut renommée : 6e SS-Freiwilligen Sturmbrigade Langemarck. En décembre 1943, la Langemarck était prête à rejoindre le front. Les effectifs étaient de 2 022 hommes.
Le 26 décembre 1943, la Langemarck fut envoyée en Ukraine au sein du Groupe d'Armée Sud. Combattant aux côtés de la 2e SS-Panzer Division Das Reich, la brigade fit face à de durs combats défensifs dans la région de Kiev et de Zhitomir.
En janvier 1944, la Langemarck et des éléments de la Das Reich furent encerclés par des forces soviétiques près de Zhitomir. Ils eurent de lourdes pertes et perdirent la majorité de leurs équipements lourds et véhicules. Début mars 1944, les effectifs de la brigade ne comptaient plus que 400 hommes. À la fin d'avril, la Langemarck reçut l'ordre de se rendre en Bohème afin de se reformer.

### Narva et la Bataille des SS européens - la Poche de Courlande
En Bohême-Moravie, 1 700 nouvelles recrues attendaient afin de rejoindre la brigade et de compléter les effectifs.
Le 19 juillet 1944, le Kampfgruppe Rehmann fut formé et commandé par le SS-Hauptsturmführer Wilhelm Rehmann. Le KG Rehmann, composé du 2. Bataillon de la Langemarck, fut envoyé sur le front de Narva pour renforcer le III.Panzer Korps de Felix Steiner sur la ligne Tannenberg, était ancrée sur trois hauteurs stratégiques. Allant de l'ouest vers l'est, elles étaient connues sous les dénominations suivantes : 69.9-Höhe, Grenadier-Höhe et Kinderheim-Höhe. À partir de Kinderheim-Höhe, la zone arrière de la ville de Narva pouvait être protégée. Le KG Rehmann avait pour mission de défendre la position de Kinderheim-Höhe.
Combattant aux côtés des hommes de la 11e SS-Freiwilligen Panzergrenadier Division Nordland, de la 5e SS-Freiwilligen Sturmbrigade Wallonien, de la 20e Waffen Grenadier Division der SS (1. Estonien), de la 4e SS-Freiwilligen Panzergrenadier Brigade Nederland et de nombreuses formations allemandes, la Langemarck fut engagée dans de durs combats contre les Soviétiques. Un exemple de l'esprit de combat et de la ténacité des hommes de la Langemarck : Remy Schrijnen du régiment Norge. Durant les combats, Schrijnen détruisit une douzaine de chars ennemis alors qu'il était blessé et coupé de son unité. Sur une période de 48 heures, Schrijnen arrêta de nombreuses attaques de chars soviétiques qui tentaient d'encercler des hommes de la Langemarck et des Estoniens. Il détruisit deux T-34 avec un seul tir de son canon antichar. Pour ses actions, Schrijnen fut décoré de la Ritter Kreuz.
Dans les mois qui suivirent, la Langemarck, avec les survivants du Korps de Steiner, exécuta une retraite vers la poche de Courlande, la brigade combattant tout au long de cette retraite. En septembre 1944, les survivants du KG Rehmann furent évacués par bateau sur la Baltique en direction de Swinemünde et rejoignirent le reste de la brigade.
À la suite de l'invasion alliée de la Belgique, de nombreux fascistes belges quittèrent le pays en direction de l'Allemagne. Cela eut pour résultat que la Langemarck ainsi que la 5e SS-Freiwilligen Sturmbrigade Wallonien furent réendivisionnées le 18 octobre 1944.

### Poméranie - Front de l'Oder
La nouvelle division Langemarck fut renommée 27e SS-Freiwilligen-Grenadier Division Langemarck.
L'afflux de Flamands déplacés signifiait que la division avait une solide base à sa disposition, cela signifiait également qu'il lui faudrait plus d'entraînement et de formation. Ce ne fut qu'au 1er janvier 1945 que la division fut prête à retourner vers le front.
La Langemarck est à nouveau attachée au IIIe SS-Panzer Korps, qui faisait partie de la XIe SS Panzer Armée de Steiner, située sur l'Oder près de Stettin.
Le 16 février, la division reçut l'ordre de passer à l'offensive dans le cadre de l'Opération Sonnenwende. L'offensive avait été conçue par Heinz Guderian comme un assaut massif sur la totalité du front, mais elle avait été réduite par Hitler au niveau d'une contre-attaque locale.
Malgré les gains de terrain initiaux, l'attaque s'embourba rapidement alors que le IIIe SS-Panzer Korps, avec la Langemarck et la Wallonien en avant-garde, atteignait Arnswalde. D'importantes contre-attaques soviétiques tentèrent d'encercler le Panzer Korps, et après avoir évacué tous les civils survivants, Steiner annula l'opération et donna l'ordre au Korps de se retirer dans la région de Stargard et de Stettin.
L'offensive soviétique du 1er mars repoussa la Langemarck ainsi que les survivants du IIIe SS-Panzer Korps. Dans un combat désespéré, la Langemarck, accompagnée du reste du IIIe Korps, fit retraite tout en infligeant de lourdes pertes aux Soviétiques, mais le 4 mars, la division était de retour dans la région d'Altdamm, la dernière position défensive à l'Est de l'Oder.
Durant les deux semaines suivantes, la Langemarck et le reste du Korps tinrent la ville, infligeant et subissant de lourdes pertes.
Le 19 avril, les unités exsangues se retirèrent de l'autre côté de l'Oder, la Langemarck ayant combattu jusqu'à sa disparition virtuelle. Faisant partie de la XIe SS-Panzer Armée de Steiner, la Langemarck, maintenant réduite à un Kampfgruppe, commença à se retirer en direction de Mecklemburg, où elle se rendit aux Soviétiques le 8 mai 1945.

## Commandants
- SS-Sturmbannführer Lucien Lippert (24/9/1941 - 2/4/1942)
- SS-Obersturmbannführer Hans-Albert von Lettow-Vorbeck (2/4/1942 - ?/6/1942)
- SS-Hauptsturmführer Hallmann (?/6/1942 - 20/6/1942)
- SS-Obersturmbannführer Josef Fitzthum (20/6/1942 - 11/7/1942)
- SS-Sturmbannführer Conrad Schellong (11/7/1942 - ?/10/1944)
- SS-Oberführer Thomas Muller (?/10/1944 - 2/5/1945)

## Ordre de Bataille

### 6e SS-Freiwilligen SturmbrigadeLangemarck(Juillet 1943)
- Brigade Stab
- Ier Bataillon
  - 1ère Kompanie
  - 2e Kompanie
  - 3e Kompanie
  - 4e (MG)Kompanie
- IIe Bataillon
  - 5e (Infanteriegeschütz)Kompanie
  - 6e (Panzerjäger)Kompanie
  - 7e (Sturmgeschütz)Kompanie
  - 8e (Flak)Kompanie
- 9e Flak Kompanie
- 10e Marsch-Kompanie
- I. Kolonne

### 27e SS-Freiwilligen-Grenadier-DivisionLangemarck
- SS-Panzergrenadier Regiment 66
- SS-Panzergrenadier Regiment 67
- SS-Panzergrenadier Regiment 68
- SS-Artillerie Regiment 27
- SS-Panzerjäger Abteilung 27
- SS-Nachrichten Abteilung 27
- SS-Pionier-Bataillon 27
- SS-Div.Versorgungs-Regiment 27
- SS-Feldersatz-Bataillon 27
- SS-Sanitäts-Abteilung 27
- Verwaltungs-Kompanie
- Propaganda-Kompanie
- Kampfgruppe Schellong